# Sture Christensson
Sture Christensson es un deportista sueco que compitió en vela en la clase Star. Ganó una medalla en el Campeonato Mundial de Star de 1970 y tres medallas en el Campeonato Europeo de Star entre los años 1969 y 1971.

## Palmarés internacional
| Campeonato Mundial | Campeonato Mundial | Campeonato Mundial | Campeonato Mundial |
| Año                | Lugar              | Medalla            | Clase              |
| ------------------ | ------------------ | ------------------ | ------------------ |
| 1970               | Marstrand (Suecia) | Medalla de bronce  | Star               |
| Campeonato Europeo |                    |                    |                    |
| Año                | Lugar              | Medalla            | Clase              |
| 1969               | ND                 | Medalla de plata   | Star               |
| 1970               | Sandhamn (Suecia)  | Medalla de oro     | Star               |
| 1971               | Cascaes (Portugal) | Medalla de plata   | Star               |